# Anne Bonny
Anne Bonny (někdy též Anne Bonney, * asi 1700 Kinsale, hrabství Cork, Irsko, † 1782) byla známou pirátkou operující v oblastech Karibiku, která se proslavila oblékáním za muže. Velká část jejího příběhu pochází z knihy kapitána Charlese Johnsona A General History of the Pyrates (Obecné dějiny pirátů). Spolu s Mary Read byly nejstatečnějšími a nejnebezpečnějšími pirátkami osmnáctého století, tzv. zlaté doby pirátství.

## Mládí a rodina
Byla nemanželským dítětem služebné Mary Brenham a bohatého kupce Wiliema Cornaca z irského města County Cork. Po několika rocích milostný vztah jejích rodičů vyšel najevo, a tak se Wiliam rozhodl pojmout Mary za manželku a odjet do Charlestonu v Jižní Karolíně, tehdy nazývaném Charles Town.
Charleston se posléze stal pirátským městem, kde verboval svoji posádku sám Černovous. Rodině se zde dařilo dobře, manželé koupili velkou bavlníkovou plantáž a začali vydělávat velké peníze. Anne chodila do školy pro bohaté přistěhovalce. Byla sice inteligentní, ale měla problémy s trpělivostí a nechala se snadno rozptýlit. Později začalo její chování vykazovat také krutost např. ve třinácti letech na svátečním nedělním obědě zaútočila na služku příborem a služka útok nepřežila. Její neovladatelné záchvaty zuřivosti s věkem nepominuly, naopak se stále více stupňovaly.
V jejích šestnácti letech otec vyslovil přání, aby uzavřela výhodný sňatek, usadila se a zklidnila. Tehdy se Anne rozhodla, že raději uteče z domova a stane se pirátkou. Vdala se za námořního zběsilce Jamese Bonnyho, který pracoval pro guvernéra Rogerse a chtěl její ruku jen kvůli bohatství jejího otce. Když se otec dozvěděl, že se provdala za piráta, ihned ji vydědil. Praví se, že rozzuřená Anne zapálila plantáž a utekla do přístavu, kde nastoupila na loď Valyho Cyocka přezdívaného Mrskač a naučila se zde pít a používat drsnou pirátskou mluvu. Proslavila se prý také tím, že zabila několik pirátů, kteří ji obtěžovali.

## Pirátský život
V jedné námořnické hospodě potkala jednonohého piráta Jacka Rackhama přezdívaného Calico Jack. Zamilovaný Jack Rackham chtěl Anne vykoupit z manželství, což byl v oné době jeden z mála způsobů rozvodu. Anne tvrdě odmítla být prodána jako zvíře, avšak její manžel James Bonny, nevěda, že odmítla, se domluvil s guvernérem na jejím veřejném zmrskání, aby se k němu vrátila. I přes mučení a žalář se Anne roku 1718 podařilo utéct s Calicem na jeho lodi na moře a začala se převlékat za muže. Za několik měsíců porodila na Kubě jeho dítě. Není známo, co se s dítětem stalo; historici se domnívají, že Anne ho nechala v rukou kubánské rodiny a vydala se zpět na moře.
V roce 1720 se Jackova loď již proslavila a úspěšně napadala různá jiná plavidla. Guvernér Jamajky spolu s anglickým parlamentem si všimli její rostoucí popularity, a tak na ni poslali lovce pirátů Jonathana Barnetana.

### Mary Read
Když byla Mary Read, přestrojená za muže pod jménem Mark, zajata na palubě Calica Jacka Rackhama, nacházela se loď právě u pobřeží Nassau. Praví se, že Anne se do Mary zamilovala a pak si svěřily svá tajemství. Více zdrojů ale říká, že navázaly jen velmi blízký vztah jako žena k ženě. Posléze si Calico Jack všiml, že Anne si je blízká s Mary, a jelikož nevěděl, že Mary je také žena, začal být žárlivý. Mary si kapitánova chování včas všimla a přiznala se mu ke svému tajemství. Spolu s Anne byly nejkrvelačnejšími piráty na Jackově palubě.

### Konec pirátské kariéry
V listopadu roku 1720 v Bry Harbour Bay na Jamajce pirátský lovec Jonathan Barnet spolu se svou posádkou nečekaně napadl Calicovu loď. Posádka byla opilá, jelikož oslavovala nejnovější kořist „rumovou oslavou“. Jen Mary Read a Anne statečně bojovaly, zatímco se zbytek pirátů zabarikádoval v podpalubí. Nakonec Barnetova posádka obě ženy přemohla a chytila i zbytek pirátů. Všechny členy posádky lodi čekala poprava.
Mary a Anne ale deset dní po Jackově popravě prohlásily, že obě čekají dítě, a podle pravidla zakazujícího zabití těhotných žen byla jejich poprava odložena. Mary umřela jen necelý rok poté ve vězení na horečku. Její pohřeb se konal 21. dubna 1721 v kostele Svaté Kateřiny na Jamajce. Není známo, zda Mary umřela těhotná.
Dodnes také není jisté, co se stalo s Anne. Mezi méně pravděpodobné domněnky patří, že se po propuštění z vězení vrátila ke svému manželovi či změnila identitu a znovu započala pirátský život. Moderní historici však na základě některých důkazů prohlašují, že jí otec vykoupil svobodu a provdal ji za váženého vládního komisaře Josepha Burleigha. Anne si poté změnila jméno na Annabele, porodila Josephovi osm dětí a zemřela ve věku 88 let na konci dubna 1782.

## Moderní kultura
Anne Bonney patří mezi první ženy, které v osmnáctém století vykonávaly „zaměstnání“ rezervované výlučně mužům. Dá se říct, že to byl počátek feminismu.
Postavu Jane Bonney můžeme nalézt v americkém televizním seriálu Black Sails, kde ji hraje herečka Clara Paget. Objevuje se též v sériové hře Assassin's Creed.
Anne Bonney se též objevila ve videohře Uncharted 4: A Thief's End jako jedna z dvanácti zakladatelů fiktivní kolonie Libertalia na Madagaskaru.